# Iris Morhammer
Iris Morhammer (født 28. april 1973 i Wien) er en tidligere østrigsk håndboldspiller som spillede på højre fløj.
Morhammer spillede på østrigs håndboldlandshold som vandt en bronzemedalje under EM 1996 og VM 1999. Hun deltog også i Sommer-OL 1992 og 2000, hvor hun kom på en femteplads begge gange. Hun spillede i 237 kampe og scorede 663 mål.